# 但願人長久 (盧冠廷歌曲)
〈但願人長久〉是香港歌手盧冠廷於1988年推出的歌曲，歌曲由盧冠廷作曲，妻子唐書琛填詞，鮑比達編曲，並與樓恩奇聯合監製，收錄於盧冠廷專輯《但願人長久》。歌曲推出後即獲熱播，不僅是三台冠軍歌曲還得到多個香港樂壇獎項，並吸引不少歌手翻唱過，被譽為盧冠廷的經典。

## 簡介
據唐書琛的描述，這首歌乃悼念一條名叫Toby的沙皮狗。這條狗無論在〈陪着你走〉的MV，乃至盧冠廷的專輯封套皆有亮相，惟牠只活到兩歲半便去世了。盧冠廷夫婦眼見愛犬離世，有感世事無常，往往一閃即逝，便共同創作了這首歌。
歌曲以D小調寫成，4/4節拍，BPM為92。

## 評論
詞評人朱耀偉認為，異於以敘述性文句為主的〈陪著你走〉、〈時間變變變〉等，此詞以星星喻深情，情景交融，是唐書琛把堅貞感情寫得最成功的詞作。

## 後續影響
歌曲推出後不久，流行程度便長驅直進，於推出後一個月內先後登上香港電台中文歌曲龍虎榜、TVB勁歌金榜及商業電台叱咤樂壇流行榜的榜首，盧冠廷更於1989年獨攬三大樂壇頒獎與作曲相關的獎項。
1989年，張國榮於向年代音樂人致敬的翻唱專輯《Salute》演繹過由盧東尼重混的版本。關淑怡也曾於與黃耀明合辦的澳門個人演唱會中翻唱過這首歌。2015年，盧冠廷於唱作專輯《Beyond Imagination》中重新編曲並演繹歌曲，監制葉廣權透露編曲靈感源自西班牙音樂廠牌Café del Mar的音樂。
2018年，菊梓喬翻唱為無線劇集《跳躍生命線》的插曲，朱俊傑效法一年前Fergus Chow為李幸倪重混盧冠廷作品〈天變地變情不變〉的風格，先以琴鍵為主，再以結他、低音結他、弦樂及敲擊樂，再回到以鍵盤及結他。歌曲改以B小調演繹。

## 獎項
- 1988年度十大中文金曲最佳中文(流行)歌曲獎
- 1988年度十大勁歌金曲第二季入選歌曲、年度總選最佳作曲獎
- 1988年叱咤樂壇流行榜叱咤樂壇作曲家CASH大獎
- 1988年度CASH最廣泛演出金帆獎（粵語流行歌曲：電台） [6]